# Pimlico (stanice metra v Londýně)

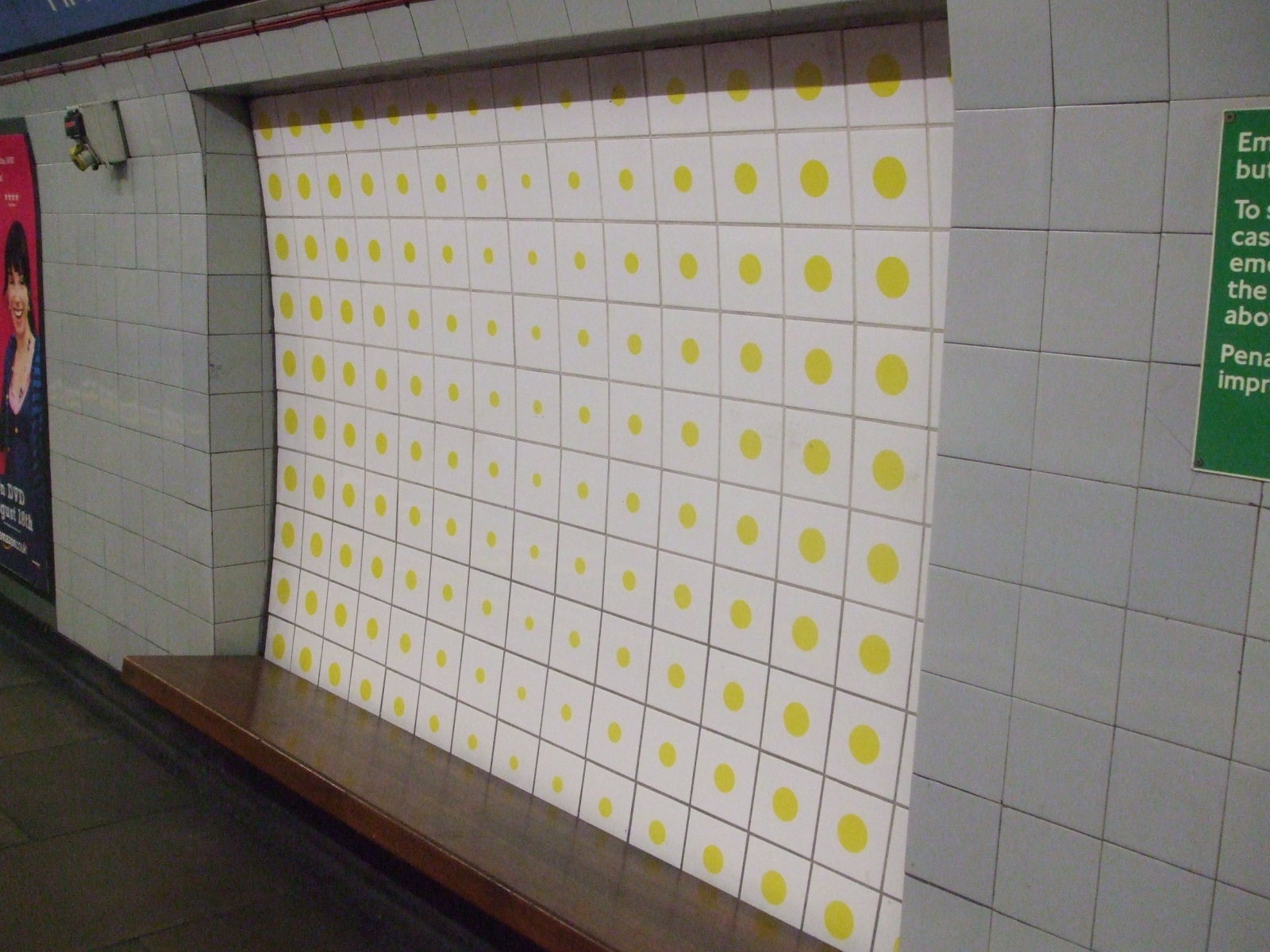
Motiv ve stanici Pimlico

Pimlico je stanice londýnského metra v Pimlicu, City of Westminster. Je na lince Victoria Line mezi stanicemi Victoria a Vauxhall. Stanice byla otevřena 14. září 1972.
Stanice Pimlico byl pozdější dodatek ke konečné části Victoria Line mezi stanicí Victoria a Brixton a je to jediná nepřestupní stanice.

Hlavní vchod je na rohu Bessborough Street and Rampayne Street. Další dva vchody jsou na Lupus Street a na druhé straně Bessborough Street.